# Aguégués
Aguegues is een van de 77 gemeenten (communes) in Benin. De gemeente ligt in het departement Ouémé en telt 26.650 inwoners (2002).

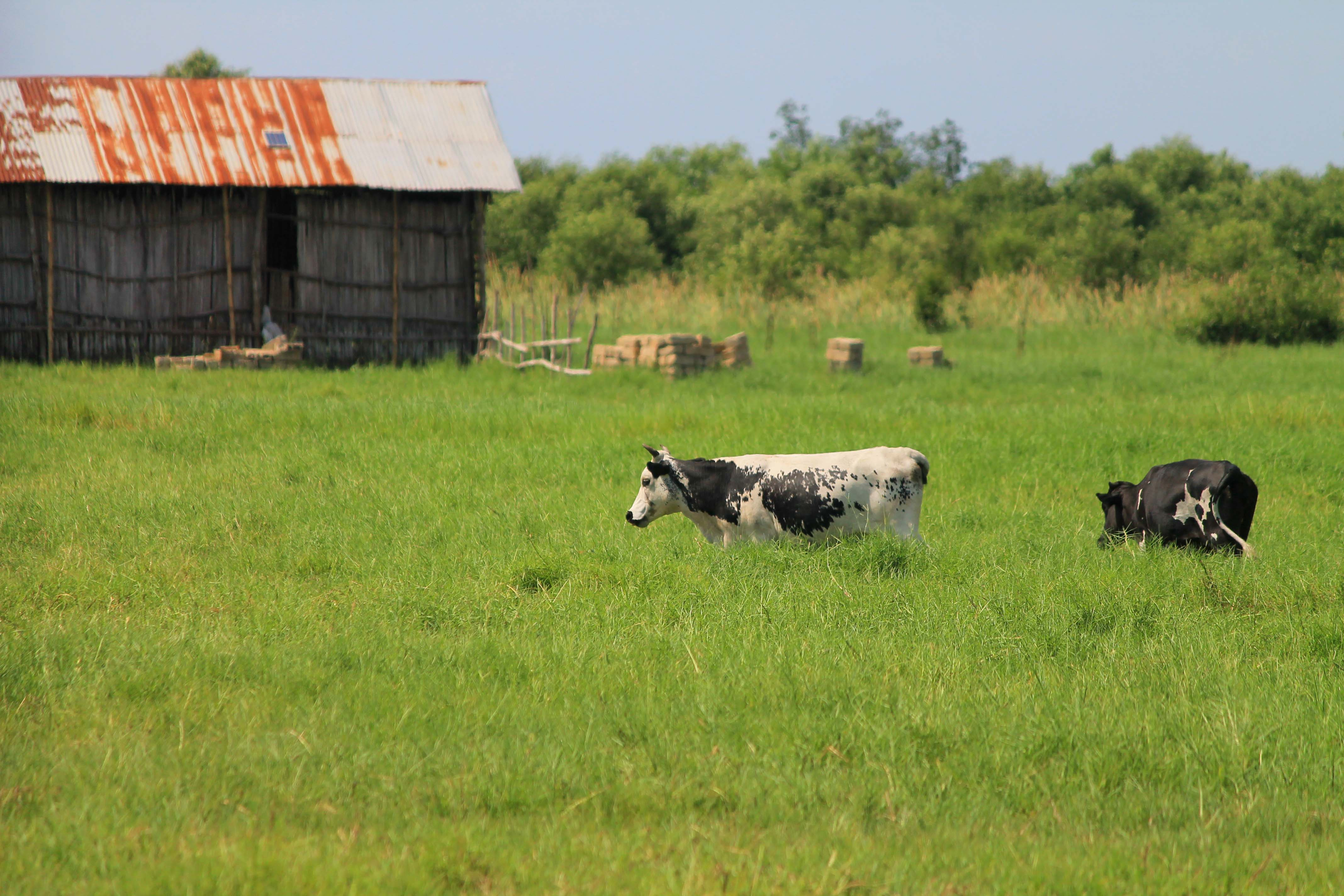
Weidelandschap met runderen

- Virtual International Authority File: 187129979